# Freightliner/G.I. Joe's 200 2000
Freightliner/G.I. Joe's 200 2000 ett race som var den åttonde deltävlingen i CART World Series 2000. Tävlingen kördes den 18 juni på Portland International Raceway, utanför Portland, Oregon.

## Tävlingen
För andra året i rad lyckades Gil de Ferran vinna på banan. 1999 års seger kom med Walker Racing, medan triumfen 2000 kom med Marlboro Team Penske. Vinsten förde de Ferran rakt in i mästerskapskampen, och han var bara en poäng efter den nye ledaren, och tävlingens tvåa, Roberto Moreno. Christian Fittipaldi blev trea, följd av Michael Andretti, Cristiano da Matta, Kenny Bräck, och poleinnehavaren Hélio Castroneves på sjunde plats. Paul Tracy blev av med mästerskapsledningen, sedan hans säsong fortsatt att gå snett. Den här gången klassificerades han som 18:e man, efter att ha kraschat efter drygt halva racet. 

## Slutresultat
| Plats | Förare               | Team                     | Grid | Kvaltid  |
| ----- | -------------------- | ------------------------ | ---- | -------- |
| 1     | Gil de Ferran        | Marlboro Team Penske     | 2    | 57,820   |
| 2     | Roberto Moreno       | Patrick Racing           | 3    | 57,977   |
| 3     | Christian Fittipaldi | Newman/Haas Racing       | 6    | 58,115   |
| 4     | Michael Andretti     | Newman/Haas Racing       | 11   | 58,619   |
| 5     | Cristiano da Matta   | PPI Motorsports          | 9    | 58,497   |
| 6     | Kenny Bräck          | Team Rahal               | 5    | 58,098   |
| 7     | Hélio Castroneves    | Marlboro Team Penske     | 1    | 57,738   |
| 8     | Oriol Servià         | PPI Motorsports          | 7    | 58,163   |
| 9     | Dario Franchitti     | Team KOOL Green          | 4    | 58,059   |
| 10    | Patrick Carpentier   | Forsythe Racing          | 12   | 58,659   |
| 11    | Shinji Nakano        | Walker Racing            | 21   | 1.00,014 |
| 12    | Adrián Fernández     | Patrick Racing           | 10   | 58,540   |
| 13    | Alex Tagliani        | Forsythe Racing          | 15   | 59,352   |
| 14    | Luiz Garcia Jr.      | Arciero Racing           | 22   | 1.00,061 |
| 15    | Tarso Marques        | Dale Coyne Racing        | 18   | 59,572   |
| 16    | Bryan Herta          | Mo Nunn Racing           | 20   | 59,746   |
| 17    | Juan Pablo Montoya   | Chip Ganassi Racing      | 8    | 58,296   |
| 18    | Paul Tracy           | Team KOOL Green          | 17   | 59,472   |
| 19    | Maurício Gugelmin    | PacWest Racing           | 25   | -        |
| 20    | Mark Blundell        | PacWest Racing           | 16   | 59,382   |
| 21    | Norberto Fontana     | Della Penna Motorsports  | 23   | 1.00,187 |
| 22    | Takuya Kurosawa      | Dale Coyne Racing        | 24   | 1.02,380 |
| 23    | Michel Jourdain Jr.  | Bettenhausen Motorsports | 19   | 59,624   |
| 24    | Jimmy Vasser         | Chip Ganassi Racing      | 14   | 59,269   |
| 25    | Max Papis            | Team Rahal               | 13   | 58,864   |